# Zeche Feldbank
Die Zeche Feldbank ist ein ehemaliges Steinkohlenbergwerk in Benninghofen-Berghofen. Die Zeche war auch unter den Namen Zeche Fehlbank oder Zeche Feld Banck bekannt. Das Stollenmundloch des Bergwerks befand sich am Lohbach. (51° 28′ 22,6″ N, 7° 31′ 1,7″ O)

## Geschichte

### Die Anfänge
Das Bergwerk war bereits ab 1746 in Betrieb. Zunächst wurde ein Stollen in Richtung Osten aufgefahren. Da das Flöz zuvor stellenweise auch unter der Stollensohle abgebaut worden war, wurde der Stollen teilweise durch den Alten Mann getrieben. Am 19. November des Jahres 1747 wurde die Mutung für eine im Bergfreien liegende Steinkohlenbank eingelegt. Die Kohlenbank wurde unter dem Namen Feldbanck gemutet. Als Gewerken wurden Adolf Kötter, Hermann Grote, Christian Vahlefeld, Gerhard Werth und Friedrich Trapmann in die Unterlagen des Bergamtes eingetragen. Am 30. November desselben Jahres war eine Besichtigung vor Ort einberufen. Im Anschluss an die Feldesbesichtigung war von Seiten des Bergamtes die Belehnung geplant. In den Jahren 1754 bis 1755, 1758 bis 1759 und 1761 bis 1762 war das Bergwerk nachweislich in Betrieb. Im Jahr 1768 wurden die Rezeßgelder bezahlt. Im selben Jahr wurde die beantragte Berechtsame erstmals vermessen. Die Gebühren für die Vermessung wurden bis zum 6. Februar desselben Jahres bezahlt.  Im Jahr 1771 waren als Gewerken Johann Diedrich Kötter, Christian Vahlefeld, Gerhard Werth, Johann Henrich Knolle, Bernhard Trapmann und Johann Hermann Grote in die Unterlagen des Bergamtes eingetragen. Johann Hermann Grote war zugleich als Lehnträger vermerkt. Die Gewerken beantragten beim Bergamt die Belehnung. Begründet wurde der Antrag damit, dass sie die Rezeßgelder bereits bezahlt hatten und das Grubenfeld bereits im Jahr 1768 vermessen worden war.

### Die weiteren Jahre
Im Jahr 1776 erfolgte eine erneute Vermessung. Im Jahr 1784 war das Bergwerk in Betrieb und am 26. Juli desselben Jahres wurden Längenfelder sowohl unterhalb als auch oberhalb der Stollensohle verliehen. Im Jahr 1788 wurde ein Stollensohlengrundriss angefertigt, der Stollen hatte mittlerweile eine Länge von 1500 Metern. Es waren mindestens 13 aufsitzende Lichtlöcher und Schächte vorhanden. Der zuletzt erstellte Schacht befand sich östlich des Dorfes Berghofen und war als Förderschacht in Betrieb. Im Anschluss an die Risswerkerstellung wurde das Bergwerk in Fristen gesetzt. Ab dem 4. November 1796 war das Bergwerk wieder kurzzeitig in Betrieb, im Bereich des Schachtes 10 wurde Abbau betrieben. Im Anschluss an diese Betriebsphase wurde das Bergwerk erneut mehrfach in Fristen erhalten. Ab dem Jahr 1800 weitere Betriebszeiten und Fristenzeiten auf dem Bergwerk. Ab Juli 1801 war das Bergwerk außer Betrieb. Im Jahr 1823 wurden Versuchsarbeiten getätigt. Im Jahr 1824 wurde zunächst Abbau betrieben und im Februar desselben Jahres wurde das Bergwerk stillgelegt. Im Jahr 1842 wurden das Grubenfeld getrennt in Feldbank über der Stollensohle und Feldbank unter der Stollensohle. Am 19. April 1850 wurde das Längenfeld Feldbank 2 über und unter der Stollensohle verliehen. Danach werden keine weiteren Angaben über die Zeche Feldbank gemacht.